# Paraguay en la Copa América 2015
La selección de fútbol de Paraguay fue uno de los doce equipos participantes de la Copa América 2015, torneo que se llevó a cabo entre el 11 de junio y el 4 de julio de 2015 en Chile. En el sorteo realizado el 24 de noviembre de 2014 en Viña del Mar, la selección paraguaya quedó emparejada en el Grupo B junto a Argentina, Uruguay y Jamaica.

## Antecedentes
La selección de Paraguay disputó su trigésima quinta Copa América, decimonovena en forma consecutiva. Se ubica en la cuarta posición de la tabla histórica del torneo, el cual ganó en dos ocasiones, en las ediciones de 1953 y 1979. Además, logró el segundo puesto en unas seis oportunidades: 1922, 1929, 1947, 1949, 1963 y 2011. Asimismo, terminó siete veces en el tercer escalón (1923, 1924, 1925, 1939, 1946, 1959 y 1983).
Más cerca en el tiempo, en la anterior edición de la Copa América, el equipo paraguayo había alcanzado la final del certamen, en la que cayó ante Uruguay. Su último resultado en una competición oficial se produjo en la clasificación de Conmebol para la Copa Mundial de Fútbol de 2014, en la cual finalizó en el último lugar, cortándose una serie de cuatro asistencias consecutivas a la Copa del Mundo.
El seleccionado guaraní, con el entrenador Ramón Díaz como nuevo timonel, se encontraba en medio de un proceso de recambio generacional con la compleja misión de recuperar el nivel perdido tras sus opacas actuaciones de los últimos tres años.
Paraguay tuvo durante las dos primeras semanas como sede base de concentración la ciudad chilena de La Serena.

### Preparación
| Fecha               | Lugar       |            |                       | Resultado |                     |          |
| ------------------- | ----------- | ---------- | --------------------- | --------- | ------------------- | -------- |
| 26 de marzo de 2015 | San José    | Costa Rica | Bandera de Costa Rica | 0:0       | Bandera de Paraguay | Paraguay |
| 31 de marzo de 2015 | Kansas City | México     | Bandera de México     | 1:0 (1:0) | Bandera de Paraguay | Paraguay |
| 6 de junio de 2015  | Asunción    | Paraguay   | Bandera de Paraguay   | 2:2 (1:2) | Bandera de Honduras | Honduras |

## Jugadores
- Lista preliminar de 30 jugadores anunciada el 11 de mayo de 2015.[7][8]
- Lista final de 23 jugadores anunciada el 28 de mayo de 2015.[9][10]

| #     | Nombre              | Posición       | Edad       | PJ Sel     | G          | Club                   |
| ----- | ------------------- | -------------- | ---------- | ---------- | ---------- | ---------------------- |
| 1     | Justo Villar 2°     | Portero        | 37         | 108        | 0          | Colo-Colo              |
| 2     | Iván Piris          | Defensa        | 26         | 17         | 0          | Udinese                |
| 3     | Marcos Cáceres      | Defensa        | 29         | 18         | 0          | Newell's Old Boys      |
| 4     | Pablo Aguilar       | Defensa        | 28         | 17         | 4          | Club América           |
| 5     | Bruno Valdez        | Defensa        | 22         | 1          | 0          | Cerro Porteño          |
| 6     | Miguel Samudio      | Defensa        | 28         | 23         | 1          | Club América           |
| 7     | Raúl Bobadilla      | Delantero      | 27         | 2          | 0          | Augsburgo              |
| 8     | Lucas Barrios       | Delantero      | 30         | 26         | 6          | Montpellier            |
| 9     | Roque Santa Cruz 1º | Delantero      | 33         | 105        | 32         | Cruz Azul              |
| 10    | Derlis González     | Delantero      | 21         | 9          | 1          | Basilea                |
| 11    | Edgar Benítez       | Delantero      | 27         | 41         | 6          | Toluca                 |
| 12    | Anthony Silva       | Portero        | 31         | 7          | 0          | Independiente Medellín |
| 13    | Richard Ortiz       | Centrocampista | 25         | 16         | 4          | Dorados de Sinaloa     |
| 14    | Paulo Da Silva 3°   | Defensa        | 35         | 121        | 2          | Toluca                 |
| 15    | Víctor Cáceres      | Centrocampista | 30         | 61         | 1          | Flamengo               |
| 16    | Osmar Molinas       | Centrocampista | 28         | 8          | 0          | Libertad               |
| 17    | Osvaldo Martínez    | Centrocampista | 29         | 30         | 1          | Club América           |
| 18    | Nelson Haedo Valdez | Delantero      | 31         | 68         | 12         | Eintracht Frankfurt    |
| 19    | Fabián Balbuena     | Defensa        | 23         | 3          | 0          | Libertad               |
| 20    | Néstor Ortigoza     | Centrocampista | 30         | 22         | 1          | San Lorenzo            |
| 21    | Óscar Romero        | Centrocampista | 22         | 10         | 1          | Racing                 |
| 22    | Eduardo Aranda      | Centrocampista | 30         | 1          | 0          | Olimpia                |
| 23    | Alfredo Aguilar     | Portero        | 26         | 0          | 0          | Guaraní                |
| D. T. | Ramón Díaz          | Ramón Díaz     | Ramón Díaz | Ramón Díaz | Ramón Díaz | Ramón Díaz             |

## Participación
- Los horarios corresponden a la hora de Chile (UTC-4). Entre paréntesis la de Paraguay (UTC-3).

### Partidos
| Fecha       | Lugar       | Instancia                    |           |                      | Resultado          |                     |          |
| ----------- | ----------- | ---------------------------- | --------- | -------------------- | ------------------ | ------------------- | -------- |
| 13 de junio | La Serena   | Fase de grupos               | Argentina | Bandera de Argentina | 2:2 (1:0)          | Bandera de Paraguay | Paraguay |
| 16 de junio | Antofagasta | Fase de grupos               | Paraguay  | Bandera de Paraguay  | 1:0 (1:0)          | Bandera de Jamaica  | Jamaica  |
| 20 de junio | La Serena   | Fase de grupos               | Uruguay   | Bandera de Uruguay   | 1:1 (1:1)          | Bandera de Paraguay | Paraguay |
| 27 de junio | Concepción  | Cuartos de final             | Brasil    | Bandera de Brasil    | 1:1 (1:0) (3:4 p.) | Bandera de Paraguay | Paraguay |
| 29 de junio | Concepción  | Semifinales                  | Argentina | Bandera de Argentina | 6:1 (2:1)          | Bandera de Paraguay | Paraguay |
| 3 de julio  | Concepción  | Definición del tercer puesto | Perú      | Bandera de Perú      | 2:0 (0:0)          | Bandera de Paraguay | Paraguay |

### Grupo B
Paraguay vs. Argentina
En el debut escenificado en el estadio La Portada de la ciudad de La Serena, la selección de Paraguay se enfrentó al Subcampeón del Mundo y uno de los principales candidatos a obtener el título continental, Argentina, cuya selección también realizaba su estreno en la competición bajo el comando técnico de Gerardo Tata Martino, ex estratega del combinado guaraní.
La primera etapa fue de amplio dominio del equipo argentino y de casi nulo ataque por parte de Paraguay, que solo esperaba en su campo. No obstante, el primer gol albiceleste llegó producto de un grave error del lateral zurdo Miguel Samudio, quien en su intento por ceder el balón a su arquero terminó entregándoselo a un rival, en este caso Sergio Agüero, que aprovechó el descuido para abrir el marcador sobre el minuto 28. Momentos después, al 35', nuevamente Samudio intervino de manera desacertada al provocar una falta penal sobre Ángel Di María que capitalizó después Lionel Messi estableciendo el 2-0. Así se fueron al descanso.
En el segundo tiempo, al inicio parecía repetirse el mismo trámite que en el lapso anterior, hasta que llegó la reacción del conjunto albirrojo. Primero por intermedio de Nelson Haedo, quien con un remate potente al ángulo desde fuera del área consiguió el tanto de descuento, cuando corrían 59 minutos de juego. A partir de ahí el partido fue otro, de ida y vuelta. Con un Paraguay decididamente lanzado en función ofensiva en busca del empate creando constantes situaciones de gol, y del otro lado Argentina replicando con peligrosos contragolpes pero que no supieron resolver.
Finalmente, cuando restaban segundos para cumplirse el tiempo reglamentario (89'), Paraguay logró la igualdad con un disparo seco de Lucas Barrios con participación previa de Néstor Ortigoza y Paulo Da Silva.
El resultado dejó más conforme a los paraguayos al decir de su entrenador Ramón Díaz quien rescató el carácter demostrado para sobreponerse de un resultado adverso. Por su parte, Martino reflejó todo el desencanto de sus dirigidos al declarar que "fue un pecado haber empatado este partido".
Paraguay vs. Jamaica
En la segunda presentación, llevada a cabo en el estadio Regional Calvo y Bascuñán de Antofagasta, el seleccionado paraguayo venció por la mínima diferencia de 1-0 a su similar de Jamaica. La victoria sirvió para cortar una racha de nueve partidos seguidos sin poder ganar en este torneo (6 empates y 3 derrotas).
La primera fracción mostró un buen juego ofensivo por parte del equipo paraguayo disponiendo de algunas ocasiones concretas para llegar al gol, como una volea de Roque Santa Cruz que fue bien contenida por el arquero. Hasta que al minuto 36 del primer tiempo llegó la anotación de Edgar Benítez, la cual se produjo de carambola tras un grosero error del portero jamaiquino, Duwayne Kerr, que al ensayar un despeje, éste quedó corto y la pelota acabó rebotando en la rodilla del atacante albirrojo que venía de frente para introducirse lentamente en la portería del cuadro caribeño.
En la segunda parte, pese a que Samudio estrelló un remate en el travesaño y en otra jugada pudo haberse sancionado un tiro penal a favor de Paraguay, el elenco sudamericano retrasó más sus líneas buscando resguardar la ventaja obtenida. Si bien esto hizo que Jamaica tenga por mayor tiempo la posesión del balón, llevando cierto peligro sobre los minutos finales, prácticamente no contó con situaciones propicias frente al guardameta Anthony Silva, por lo que el resultado fue merecido.
Paraguay vs. Uruguay
En la jornada que cerró el Grupo B, paraguayos y uruguayos igualaron a un tanto en un partido en el que se repartieron el dominio durante diferentes momentos. Ambas conquistas se produjeron en el primer tiempo del encuentro que se disputó en el estadio La Portada, llegando a la apertura la selección de Uruguay sobre los 28 minutos, por intermedio de José María Giménez, quien con golpe de cabeza conectó el balón enviado desde un tiro de esquina.
A través de idéntica vía niveló el marcador el equipo guaraní mediante otro testarazo de Lucas Barrios, asistido por Edgar Benítez, cuando expiraba la etapa inicial (44').
El segundo tiempo presentó características similares, con mucha lucha en el mediocampo aunque con poca claridad a la hora de generar situaciones de gol. Este resultado dejó mejor parado a Paraguay, pues finalizó en el segundo lugar de su zona, clasificándose para la siguiente instancia de cuartos de final en la que enfrentará al ganador del Grupo C.

#### Posiciones
| Selección | Pts. | PJ | PG | PE | PP | GF | GC | Dif |
| --------- | ---- | -- | -- | -- | -- | -- | -- | --- |
| Argentina | 7    | 3  | 2  | 1  | 0  | 4  | 2  | 2   |
| Paraguay  | 5    | 3  | 1  | 2  | 0  | 4  | 3  | 1   |
| Uruguay   | 4    | 3  | 1  | 1  | 1  | 2  | 2  | 0   |
| Jamaica   | 0    | 3  | 0  | 0  | 3  | 0  | 3  | -3  |

- Leyenda: Pts: Puntos; PJ: Partidos jugados; PG: Partidos ganados; PE: Partidos empatados; PP: Partidos perdidos; GF: Goles a favor; GC: Goles en contra; Dif: Diferencia de goles.

| 13 de junio de 2015, 18:30 (17:30) | Argentina                     | 2:2 (2:0) | Paraguay                 | Estadio La Portada, La Serena                             |                                                           |
|                                    | Agüero 28' · Messi 35' (pen.) | Reporte   | Valdez 59' · Barrios 89' | Asistencia: 16 681 espectadores Árbitro(s): Wilmar Roldán | Asistencia: 16 681 espectadores Árbitro(s): Wilmar Roldán |

| 16 de junio de 2015, 18:00 (17:00) | Paraguay    | 1:0 (1:0) | Jamaica | Estadio Calvo y Bascuñán, Antofagasta                 |                                                       |
|                                    | Benítez 36' | Reporte   |         | Asistencia: 6099 espectadores Árbitro(s): Carlos Vera | Asistencia: 6099 espectadores Árbitro(s): Carlos Vera |

| 20 de junio de 2015, 16:00 (15:00) | Uruguay     | 1:1 (1:1) | Paraguay    | Estadio La Portada, La Serena                              |                                                            |
|                                    | Giménez 28' | Reporte   | Barrios 44' | Asistencia: 16 021 espectadores Árbitro(s): Roberto García | Asistencia: 16 021 espectadores Árbitro(s): Roberto García |

### Cuartos de final
Paraguay vs. Brasil
Tal como ocurriera cuatro años atrás en la edición anterior del torneo, Paraguay y Brasil se volvieron a encontrar en la misma instancia, esta vez en el estadio Ester Roa Rebolledo, de Concepción. A diferencia de aquella ocasión, cuando el equipo brasileño mostró un amplio dominio sobre su rival convirtiendo en gran figura al arquero guaraní, Justo Villar, en esta oportunidad el juego se desarrolló de manera bastante más equilibrada, incluso con varios momentos de clara superioridad del elenco conducido por Ramón Díaz.
En su primera llegada, el cuadro carioca abrió el marcador cuando corría el primer cuarto de hora, tras una buena triangulación elaborada desde el centro del campo, abriendo hacia el costado derecho, que finalizó Robinho sobre el borde del área chica definiendo libre de marca para poner el 1-0.
Fue lo mejor que exhibió Brasil en todo el partido ya que posteriormente no supo mantener la misma intensidad ofensiva, dejando que Paraguay sea el que ataque con mayor constancia, utilizando los flancos, en especial el izquierdo por medio de Edgar Benítez, que fuera el jugador más destacado en ese lapso, aunque sin crear ninguna oportunidad nítida para llegar a la anotación.
En la etapa complementaria, se acentuó aún más la búsqueda del empate por parte del conjunto albirrojo generando mayor cantidad de aproximaciones, en contrapartida del adversario que cada vez se resguardaba más y no creaba demasiado peligro en la meta contraria.
Hasta que al minuto 71 se produce la acción que cambiaría el curso del lance, cuando el defensa brasileño Thiago Silva comete una clara infracción dentro del área al contactar la pelota con su mano derecha. Tiro penal para Paraguay que se encargaría de ejecutar Derlis González, quien con remate fuerte y cruzado puso la igualdad.
El resto del partido se mantuvo en la misma tónica, con Brasil intentando acercarse a posición de gol pero sin éxito producto de la buena cobertura defensiva de Paraguay, que por su parte no cejó en su plan de atacar a través de rápidos contragolpes pero a los que faltó efectividad. Así se acabó el tiempo debiéndose recurrir a una definición de tiros desde el punto penal para dirimir al vencedor.
Y nuevamente, como en Argentina 2011, el ganador fue otra vez Paraguay, marcando el último y decisivo lanzamiento, Derlis González, el mismo autor del empate en tiempo normal.
| 27 de junio de 2015, 18:30 (17:30) | Brasil                                               | 1:1 (1:0) (3:4 p.)         | Paraguay                                                  | Estadio Ester Roa Rebolledo, Concepción                  |                                                          |
|                                    | Robinho 15'                                          | Reporte                    | González 71' (pen.)                                       | Asistencia: 29 276 espectadores Árbitro(s): Andrés Cunha | Asistencia: 29 276 espectadores Árbitro(s): Andrés Cunha |
|                                    |                                                      | Tiros desde el punto penal |                                                           |                                                          |                                                          |
|                                    | Fernandinho · Ribeiro · Miranda · Douglas · Coutinho |                            | Martínez · V. Cáceres · Bobadilla · Santa Cruz · González |                                                          |                                                          |

### Semifinales
Paraguay vs. Argentina
La nueva presentación en el estadio Ester Roa Rebolledo de Concepción significó el quinto partido del equipo paraguayo en la competencia y el segundo ante el mismo rival, Argentina. Fue su cuarta semifinal disputada bajo este formato.
En un partido en que Paraguay al inicio lució ambicioso adelantando sus líneas en busca del primer gol, se encontró con la gran efectividad demostrada por el seleccionado de Gerardo Martino, que en poco tiempo alcanzó el tanto de apertura, tras un tiro libre que dejó un rebote capturado por Marcos Rojo, y otro más anotado por Javier Pastore antes de la media hora de juego. Lionel Messi, pese a no haberse anotado entre los goleadores de la noche, concretó una muy buena actuación.
Por si fuera poco, el conjunto albirrojo sufrió la tempranera deserción de dos de sus principales atacantes,  Derlis González y Roque Santa Cruz, debido a lesiones musculares (por desgarros), que obligaron sus cambios. Los jugadores adujeron como posible causa el desgaste físico padecido tras el duelo ante Brasil, disputado tres días antes.
La desventaja en el marcador en aquella etapa hacía recordar al primer cotejo de la fase de grupos y a una posible recuperación, más aún tras el gol de descuento logrado por Lucas Barrios cuando faltaba poco para ir al descanso.
Sin embargo, con el equipo paraguayo diezmado y lanzado en ataque, el cuadro albiceleste encontró espacios y rápidamente llegó a otras dos conquistas por intermedio de un doblete de Di María, lo cual frenó cualquier intento de reacción por parte de los conducidos por Ramón Díaz. Más tarde, faltando poco para la conclusión llegaron dos goles más, al igual que los anteriores, marcados con escasos minutos de diferencia entre uno y otro, conseguidos por Sergio Agüero y Gonzalo Higuaín.
Pese a la dura derrota, el trabajo realizado a lo largo del torneo dejó satisfechos tanto a directivos como a aficionados.
| 30 de junio de 2015, 20:30 (19:30) | Argentina                                                            | 6:1 (2:1) | Paraguay    | Estadio Ester Roa Rebolledo, Concepción |                                 |
|                                    | Rojo 15' · Pastore 27' · Di María 47' 53' · Agüero 80' · Higuaín 83' | Reporte   | Barrios 42' | Asistencia: 29 205 espectadores         | Asistencia: 29 205 espectadores |

### Tercer lugar
Paraguay vs. Perú
La despedida de la Albirroja del certamen continental se produjo en el partido por el tercer puesto ante su similar de Perú, con resultado favorable para el equipo incaico.
El primer tiempo no tuvo un claro dominador con ambos equipos buscando la manera de hacerse daño pero sin obtener el efecto deseado, haciendo del trámite del juego por momentos bastante lento e impreciso.
En la segunda mitad, cuando apenas se iniciaba, el equipo peruano llegó al 1-0 gracias a un mal despeje defensivo de Raúl Bobadilla bien aprovechado por André Carrillo. La representación guaraní una vez más se encontraba abajo en el marcador como ocurriera en otras cuatro presentaciones.
Tras el ingreso de Edgar Benítez, el equipo ganó en vivacidad en ataque con lo que generó algunas jugadas de riesgo para la portería custodiada por el golero Gallese que pudieron restablecer la paridad. Sin embargo, no hubo puntería y cuando restaban dos minutos para el pitazo final, Paolo Guerrero culminó un veloz contragolpe que puso cifras definitivas al encuentro.
La participación paraguaya se cerró con "saldo positivo", según su entrenador, Ramón Díaz, por alcanzar el cuarto lugar del torneo. No obstante, otras opiniones de carácter más crítico emitidas por los medios de comunicación especializados calificaron la actuación como buena al comienzo pero desdibujada en el tramo final del campeonato, añadiendo que todavía quedan aspectos por mejorar de cara a las futuras competencias, siendo la más inmediata la eliminatoria para el Mundial 2018.
La Asociación Paraguaya de Fútbol recibió un total de 3 750 000 dólares en concepto de premios por avanzar hasta las semifinales.
| 3 de julio de 2015, 20:30 (19:30) | Perú                        | 2:0 (0:0) | Paraguay | Estadio Ester Roa Rebolledo, Concepción                 |                                                         |
|                                   | Carrillo 48' · Guerrero 88' | Reporte   |          | Asistencia: 29 143 espectadores Árbitro(s): Raúl Orosco | Asistencia: 29 143 espectadores Árbitro(s): Raúl Orosco |